# Cheikh El Afrit
Cheikh El Afrit (arabe : الشيخ العفريت), né Issim Israël Rozzio en 1897 à Tunis et décédé le 2 juillet 1939 à l'Ariana, est un chanteur tunisien.

## Jeunesse difficile
Né dans le quartier juif de Tunis, son père Sallem Rozio est d'origine marocaine — il vient du village de Mghira près d'Agadir — et sa mère Story Khalfon est d'origine libyenne. Lorsque son père regagne le Maroc, sa mère reste à Tunis avec la charge supplémentaire de deux garçons et une fille nés de deux précédents mariages. De retour à Tunis, son père veut ramener son fils au Maroc mais ce dernier, qui a alors cinq ans, préfère rester avec sa mère dans le besoin.
Ne fréquentant jamais l'école, il vend les pâtisseries au miel préparées par sa mère à travers les ruelles du quartier juif pour aider à nourrir sa famille même si le maigre pécule qu'il ramène ne suffit guère. Aussi loue-t-il ses bras, comme d'autres enfants, pour moudre du café au pilon de bois dans une petite fabrique de torréfaction,.
Grâce à sa mère, il apprend à chanter puis participe aux chorales des synagogues. D'anciens artistes juifs lui font partager leur savoir, ce qui permet au jeune Issim de se produire dans les concerts et galas publics et privés où il connaît le succès, notamment grâce à son interprétation de chansons tunisiennes aux paroles coquines. Pour se donner du cœur à l'ouvrage sur son lieu de travail, il fredonne des mélodies et sa voix force l'admiration de ses compagnons qui le surnomment affectueusement El Afrit (« Le Démon »), non dans le sens maléfique du terme mais dans celui de l'excellence dans son domaine, autrement dit « Le Génie », mot qui vient de djinn qui est un synonyme de afrit.

## Carrière
À vingt ans, il décide d'entreprendre une carrière artistique et reçoit le qualificatif de cheikh signifiant dans le jargon musical « celui qui est détenteur du savoir » et qui est décerné à tout chanteur émérite.
S'il apprécie le ton incantatoire et lancinant du malouf, il ne lui déplaît pas de reprendre certaines chansons légères à la mode, faisant les délices de son public lors des nombreux mariages et galas qu'il anime ; il chante la vie et les passions contrariées, forgeant des images évocatrices et pleines de mélancolie. D'emblée, le public adopte ce chanteur à la myopie prononcée et vêtu d'un costume sombre et d'un tarbouche rivé sur la tête, chantant assis comme le veut alors la tradition et portant sa main à son oreille droite. Cheikh El Afrit ne se produit qu'avec sa propre troupe composée d'Albert Abitbol (violon), Messaoud Habib (orgue), Maurice Benais (oud), El Malih (darbouka) et Abramino (kanoun). Sollicité à travers le pays, le chanteur se produit aussi à l'étranger, notamment en Algérie, où il effectue de fréquents séjours,. Il se rend aussi à Paris pour enregistrer vingt chansons tunisiennes et fait la rencontre du chanteur juif égyptien Zaki Mourad, père de la grande cantatrice Leila Mourad, lors d'un concert de ce dernier à Tunis. Les promesses alléchantes des sociétés de disques et sa voix propagent sa popularité mais c'est sans doute le compositeur-chanteur Acher Mizrahi qui lui compose son plus grand succès : Tasfar we titgharrab (Voyage et tu connaîtras le goût de l'exil). Le départ, les passions contrariées et l'errance demeurent alors ses thèmes favoris.
Autre reconnaissance, Cheikh El Afrit se produit tous les mardis au palais du Bardo à la demande de Ahmed II Bey qui le fait chercher en carrosse.
Ses plus fameux succès ont pour titre :
- Fich chat'it oum (Elle se baigne dans la mer) ;
- Ya hasra kîf kunt sghîra (Combien je regrette ma belle jeunesse) ;
- Hiz ehzâmik tâh yi tkhabbil (Serre bien ta ceinture, elle aussi s'est affolée) ;
- El 'ayyâm kif er-rîh fil berrîma (Les jours passent comme le vent dans les crécelles) ;
- Anâ Targui (Je suis un Touareg) ;
- Yâ marhabâ bi Ouled Sîdi (Bienvenue aux fils de mon maître) ;
- Yâ Fatma bad el-nakad we-l-ghussa (Ô Fatma, après tant de malentendus et d'angoisses).

Il meurt le 2 juillet 1939 à l'hôpital de l'Ariana des suites d'une bronchite. Enterré au cimetière du Borgel à Tunis, il laisse un répertoire éclectique de 480 chansons qui fait de lui l'un des plus grands interprètes de la musique tunisienne.

## Vie privée
El Afrit épouse une jeune fille juive, Lellat Hassan, qui habite dans le même quartier que lui. De leur union naissent trois filles (Tita, Julie et Colette) et cinq garçons (Charlot, Lalou, Kibi, Didi et Chamoun). Ce dernier voit le jour après la mort de son père.